# HMS P39
Le HMS P39 (Pennant number: P39) est un sous-marin de la classe Umpire de la Royal Navy, construit en 1941 par Vickers-Armstrongs à Barrow-in-Furness.

## Conception et description
Le troisième lot de sous-marins de classe U a été légèrement élargi et amélioré par rapport au deuxième lot précédent de la classe U. Les sous-marins avaient une longueur totale de 60 mètres et déplaçaient 549 t en surface et 742 t en immersion. Les sous-marins de la classe U avaient un équipage de 31 officiers et matelots.
Le P39 était propulsé en surface par deux moteurs diesel fournissant un total de 615 chevaux-vapeur (459 kW) et, lorsqu'il était immergé, par deux moteurs électriques d'une puissance totale de 825 chevaux-vapeur (615 kW) par l'intermédiaire de deux arbres d'hélice. La vitesse maximale était de 14,25 nœuds (26,39 km/h) en surface et de 9 nœuds (17 km/h) sous l'eau.
Le P39 était armé de quatre tubes lance-torpilles de 21 pouces (533 mm) à l'avant et transportait également quatre recharges pour un grand total de huit torpilles. Le sous-marin était également équipé d'un canon de pont de 3 pouces (76 mm).

## Histoire
Le P39 a eu une carrière de courte durée dans la Royal Navy. Il a été affecté à des opérations en Méditerranée, basée à Malte dans le cadre de la 10e Flottille. Il est endommagé par un raid de bombardiers allemands. Il est au port après une patrouille dans la zone à l'est de la Tunisie pendant que les dommages causés par des bombes précédentes étaient en cours de réparation. Il a ensuite été encore endommagé par des bombardiers allemands. Il a été considéré comme trop endommagé pour être réparé et a été récupéré, remorqué à Kalkara et échoué en 1943, mais à nouveau gravement endommagé par une autre attaque aérienne. De nombreux membres de l'équipage ont ensuite été perdus sur le sous-marin HMS Olympus alors qu'ils rentraient au Royaume-Uni.
Le P39 a finalement été démantelé en 1954.

## Commandants
- Lieutenant  (Lt.) Norman Marriott (RN) du 3 octobre 1941 au 26 mars 1942